# Сташель, Ян
Ян Сташель (пол. Jan Staszel, род. 15 сентября 1950, Косцелиско, Татровский повят) — польский лыжник, призёр чемпионата мира.
На Олимпийских играх 1972 года в Саппоро, был 33-м в гонке на 15 км и 29-м в гонке на 30 км.
На Олимпиаде 1976 года в Иннсбруке, стартовал в четырёх гонках: 15 км — 40-е место, 30 км — 24-е место, 50 км — не финишировал и эстафета — 13-е место.
На чемпионате мира 1974 года завоевал бронзовую медаль в гонке на 30 км, кроме того был 7-м в эстафете.